# David Bonderman
David Bonderman, född 27 november 1942 i Los Angeles, död 11 december 2024 i Los Angeles, var en amerikansk företagsledare som var medgrundare av, delägare i och styrelseordförande för riskkapitalbolaget TPG Capital.
Han arbetade bland annat som assistent till USA:s justitieminister Ramsey Clark mellan 1968 och 1969, på advokatbyrån Arnold & Palmer och investmentbolaget Robert M. Bass Group. Bonderman blev senare också delägare i ishockeyorganisationen Seattle Kraken som spelar i den nordamerikanska professionella ishockeyligan National Hockey League (NHL) från och med 2021.
Den amerikanska ekonomitidskriften Forbes rankade Bonderman som världens 634:e rikaste med en förmögenhet på fyra miljarder amerikanska dollar för den 27 september 2020.
Bonderman avlade en kandidatexamen vid University of Washington och en juris doktor vid Harvard Law School.